# 2.ª Escuadrilla Aeronaval de Sostén Logístico Móvil
La 2.ª Escuadrilla Aeronaval de Sostén Logístico Móvil (EA52) fue una escuadrilla de aviación naval que pertenecía a la Armada de la República Argentina (ARA). Estaba basada en la Base Aeronaval Ezeiza (BAEZ) y formaba parte de la Escuadra Aeronaval N.º 5 (EAN5), Fuerza Aeronaval N.º 2 (FAE2).

## Historia
Su fecha de creación es el 16 de noviembre de 1946. En 1963 la unidad adoptó la denominación de «2.ª Escuadrilla Aeronaval de Sostén Logístico Móvil».
La Escuadrilla estuvo basada en la Base Aeronaval Comandante Espora (BACE) entre los años 1946 y 1956. Después se radicó en su asiento definitivo en la Base Aeronaval Ezeiza (BAEZ).

### Conflicto de las Malvinas
La 2.ª Escuadrilla Aeronaval de Sostén Logístico Móvil (EA52) participó de las operaciones como Unidad de Tareas 80.4.2 (UT 80.4.2), formando parte del Grupo de Tareas 80.4 (GT 80.4), Fuerza de Tareas 80 (FT 80). Incorporó pilotos adscritos y mecánicos expertos en el avión Fokker F28 Fellowship de la dotación. El comandante era el capitán de corbeta Norberto Ulises Pereiro.
La EA52 contaba con un total de tres aviones F28 Fellowship y un HS.125. Su misión fue proporcionar apoyo logístico y realizar operaciones de búsqueda, a fin de asistir las operaciones en el Teatro de Operaciones del Atlántico Sur (TOAS).
Los vuelos logísticos a las islas Malvinas se pueden dividir en dos etapas, la primera desde el 2 hasta el 25 de abril de 1982, correspondiente a la fase de ocupación de las islas, previa a las operaciones de combate; las segundo fase fue desde el 25 de abril hasta el 14 de junio de 1982, concretando 17 cruces, correspondiente a las operaciones de guerra. En la segunda etapa, se destaca el traslado de misiles Exocet AM 39 desde la Base Aeronaval Río Grande (BARD) hasta la Base Naval Puerto Belgrano (BNPB), donde estos aparatos recibían mantenimiento periódico.